# Molineria gracilis
Molineria gracilis är en enhjärtbladig växtart som beskrevs av Wilhelm Sulpiz Kurz. Molineria gracilis ingår i släktet Molineria och familjen Hypoxidaceae. Inga underarter finns listade i Catalogue of Life.